# Cheiracanthium isiacum
Cheiracanthium isiacum là một loài nhện trong họ Miturgidae.
Loài này thuộc chi Cheiracanthium. Cheiracanthium isiacum được Octavius Pickard-Cambridge miêu tả năm 1874.